# چانه‌زنی
چانه‌زنی یا به‌طور عامیانه‌تر چک و چانه زدن اصطلاحاً به معنی اصرار هر یک از دو طرف معامله در مراعات سود خویش است. سماجت فروشنده در پایین نیاوردن قیمت جنس و تقاضای مکرر خریدار در کاستن بهای آن و گفتگوی فروشنده و مشتری بر سر بهای جنس مورد معامله را چانه‌زنی می‌گویند.
در اقتصاد دو دلیل اصلی برای مطالعه وضعیت‌های چانه‌زنی وجود دارد. اولین دلیل کاربردی این است که بسیاری از فعالیت‌های مهم و مورد علاقه بشر (فعالیت‌های اقتصادی، اجتماعی و سیاسی) در قالب وضعیت‌های چانه زنی هستند.
در زمینه اقتصاد، مبادلات اقتصادی که بیشتر فعالیت‌های اقتصادی انسان‌ها را تشکیل می‌دهند، وضعیت چانه زنی هستند.

در عرصه اجتماعی شرایط چانه زنی بسیاری در رابطه زوج‌ها با هم وجود دارد.

در حیطه سیاست، به توافق رسیدن نمایندگان احزاب مختلف مجلس در مورد یک لایحه، بیانگر وضعیت چانه زنی است.

دومین دلیل نظری مطالعه نظریه چانه زنی درک شرایطی است که در توسعه تئوری اقتصاد بازارها، اساسی هستند.

## نظریه چانه‌زنی
نظریه چانه‌زنی (به انگلیسی: Bargaining Theory) به مطالعه وضعیت‌های چانه زنی می‌پردازد. نظریه بازی‌ها ابزار مناسبی برای مطالعه این وضعیت‌ها که نقش مهمی در زندگی بشر ایفا می‌کنند در اختیارمان قرار می‌دهد. ابتدا با یک مثال یک وضعیت چانه زنی را تعریف می‌کنیم.

فرض کنید فرد {\displaystyle S}، خانه‌ای دارد که ارزش این خانه برای او ۵۰ میلیون تومان است (کمترین قیمتی که او حاضر است خانه‌اش را بفروشد ۵۰ میلیون تومان می‌باشد) و ارزش این خانه برای فرد {\displaystyle B}، ۷۰ میلیون تومان است (بیشترین قیمتی که او حاضر است خانه را از فرد {\displaystyle S} بخرد ۷۰ میلیون تومان می‌باشد). اگر معامله بین فرد {\displaystyle S} و {\displaystyle B} در قیمتی بین ۵۰ میلیون تومان و ۷۰ میلیون تومان صورت گیرد، هر دوی آن‌ها از این معامله سود خواهند کرد؛ بنابراین هر دو انگیزه دارند که معامله انجام شود.

اما هرچه قیمت بیشتر باشد به نفع فروشنده {\displaystyle S} و هرچه قیمت کمتر باشد به نفع خریدار {\displaystyle B} خواهد بود؛ بنابراین علاوه بر اینکه هر دو انگیزه دارند این معامله صورت بگیرد، دارای منافع متضاد در محدوده قیمت معامله نیز هستند.

هر مبادله‌ای بین دو نفر (دو سازمان)، مانند مثال بالا، که برای طرفین مبادله سود به همراه داشته باشد ولی منافع آن‌ها روی یکی از اجزای مبادله به نوعی متضاد باشد، معرف یک وضعیت چانه زنی خواهد بود. به‌طور کلی یک وضعیت چانه زنی، وضعیتی است که دو طرف معامله (دو بازیکن)، انگیزه مشترکی برای همکاری دارند ولی دارای ترجیحات متضادی در مورد اینکه چگونه این همکاری شکل بگیرد هستند. در واقع بازیکنان متقابلاً از توافق روی یکی از نتایج ممکن معامله، نسبت به عدم توافق سود می‌برند ولی انگیزه‌های آن‌ها روی مجموعه خروجی‌های امکان‌پذیر این معامله متضاد است.

چانه زنی به‌طور معمول فرایندی زمان بر است که در آن طرفین پیشنهادهایی به یکدیگر می‌دهند و در مورد پذیرش پیشنهاد همتای خود فکر می‌کنند.

اگر بازیکنان عاملی در اختیار داشته باشند که به آن‌ها در رسیدن به توافق کمک کند (برای مثال این عامل می‌تواند اطلاعاتی در مورد ترجیحات بازیکن دیگر یا کسی باشد که وظیفه اش جوش دادن معامله باشد) در این صورت توافق آن‌ها حاصل چانه زنی نبوده و از محدوده نظریه چانه زنی خارج می‌شود.

توجه اصلی نظریه چانه زنی، خصوصیات توزیع خروجی معامله و به‌طور خاص بهینه بودن خروجی است. به عنوان مثال اگر در یک وضعیت چانه زنی طرفین به توافق نرسند، با توجه به تعریف چانه زنی، این خروجی بهینه نخواهد بود. همچنین اگر بازیکنان بعد از تأخیری که برای آن‌ها هزینه به همراه دارد مبادله کنند خروجی، بهینه نخواهد بود.
توافق حقوق به دست آمده پس از کاهش چشم گیر تولید به دلیل اعتصاب کارگران یا به امضا رسیدن توافق صلح بعد از مرگ انسان‌ها در جنگ، مثال‌هایی برای خروجی غیر بهینه چانه زنی هستند.

### نقشنظریه بازی‌ها
یک وضعیت چانه زنی غالباً یک بازی است که خروجی (outcome) آن به استراتژی‌های چانه زنی هر دو بازیکن بستگی دارد.
اینکه توافق صورت می‌گیرد یا نه و اگر صورت می‌گیرد، جزئیات این توافق، همگی بستگی به رفتار هر دو بازیکن در روند چانه زنی خواهد داشت؛ بنابراین طبیعی است که برای مطالعه وضعیتهای چانه زنی از نظریه بازی استفاده کنیم.

به‌طور خاص یک وضعیت چانه زنی را می‌توان به صورت یک بازی شاخه‌ای (Extensive form game) در نظر گرفت. اگر اطلاعات نامتقارن بین طرفین وجود نداشته باشد، در حالت استاتیک می‌توان تعادل نش (Nash Equilibrium) بازی را بررسی کرد و در حالت دینامیک، تعادل‌های نش زیربازی‌های (Subgame nash equilibrium) آن قابل بررسی هستند. همچنین اگر بازی دارای اطلاعات نامتقارن باشد، در حالت استاتیک، تعادل‌های نش بیزی (Baysian Nash Equilibrium) و در حالت دینامیک تعادل‌های نش بیزی کامل بازی (Perfect Baysian Nash Equilibrium) قابل بررسی هستند.

### جواب نش چانه‌زنی
یک جواب چانه زنی را به نوعی می‌توان فرمولی تفسیر کرد که خروجی یکتایی برای هر وضعیت چانه زنی ای که متعلق به یک رده خاص است مشخص می‌کند. در این مقاله جواب‌های چانه زنی ای را مطالعه خواهیم کرد که توسط جان نش (John Nash) در سال ۱۹۵۰ معرفی شده‌اند. جواب نش چانه زنی با یک فرمول نسبتاً ساده معرفی می‌شود که قابل اعمال روی رده‌ای گسترده از وضعیت‌های چانه زنی می‌باشد. جواب‌های نش دارای اساس استراتژیک هستند و مدل‌های قابل پذیرش مختلفی در قالب نظریه بازی برای وضعیت‌های چانه زنی موجود است که درجه اهمیت جواب‌های نش را تصدیق می‌کنند.

به‌طور کلی جواب نش یک وضعیت چانه زنی، توافقی است که طی آن حاصل ضرب مطلوبت افراد، بیشینه می‌شود. نکته قابل توجه توافق نش، بهینه پرتو بودن آن است. به این مفهوم که نمی‌توان به توافقی دست یافت که مطلوبیت هر دوی بازیکنان بیشتر از مطلوبیت حاصل از توافق نش برای آنان باشد.

### بررسی یک مثال خاص (چانه زنی برای تقسیم یک کیک)
دو بازیکن {\displaystyle A,B} با یکدیگر برای تقسیم کیکی با سایز {\displaystyle \pi >0} چانه می‌زنند. مجموعه توافق‌های ممکن آن‌ها به صورت {\displaystyle X=\{({{x}_{A}},{{x}_{B}}):0\leq {{x}_{A}}\leq \pi ,{{x}_{B}}=\pi -{{x}_{A}}\}} می‌باشد به طوری که {\displaystyle {{x}_{A}},{{x}_{B}}} به ترتیب، سهم فرد {\displaystyle A,B} از کیک است.

برای هر {\displaystyle {{x}_{i}}\in [0,\pi ]}، مطلوبیت فرد {\displaystyle i} از به دست آوردن سهم {\displaystyle {{x}_{i}}} از کیک برابر است با {\displaystyle {{U}_{i}}({{x}_{i}})}. به طوری که {\displaystyle {{U}_{i}}:[0,\pi ]\to \mathbb {R} } (تابع مطلوبیت فرد {\displaystyle i}) تابعی اکیداً صعودی و مقعر(concave) است.

اگر بازیکنان به توافق نرسند، آنگاه بازیکن {\displaystyle i} مطلوبیتی به اندازه {\displaystyle {{d}_{i}}} به دست خواهد آورد به طوری که {\displaystyle {{d}_{i}}\geq 0}. همچنین توافق {\displaystyle x\in X} وجود دارد که {\displaystyle {{U}_{A}}(x)>{{d}_{A}},{{U}_{B}}(x)>{{d}_{B}}} است، تا مطمئن شویم یک توافق سودآور برای طرفین موجود است و این مسئله در قالب چانه زنی قرار دارد. زوج مطلوبیت {\displaystyle ({{d}_{A}},{{d}_{B}})} نقطه عدم توافق (Disagreement point) نام دارد.

برای تعریف جواب نش این وضعیت چانه زنی ابتدا مجموعه همه جفت مطلوبیت‌های ممکن که با توافق طرفین قابل دستیابی هستند را به شکل زیر تعریف می‌کنیم:
{\displaystyle \Omega =\{({{u}_{A}},{{u}_{B}})|\exists x\in X:{{U}_{A}}({{x}_{A}})={{u}_{A}},{{U}_{B}}({{x}_{B}})={{u}_{B}}\}}

مطلوبیت دلخواه {\displaystyle {{u}_{A}}} را برای بازیکن {\displaystyle A} ثابت در نظر بگیرید به طوری که {\displaystyle {{u}_{A}}\in [{{U}_{A}}(0),{{U}_{A}}(\pi )]} باشد. طبق فرض اکیداً یکنوا بودن {\displaystyle {{U}_{i}}}، سهم یکتای {\displaystyle {{x}_{A}}\in [0,\pi ]} از کیک وجود دارد که {\displaystyle {{U}_{A}}({{x}_{A}})={{u}_{A}}}، یعنی {\displaystyle {{x}_{A}}={{U}_{A}}^{-1}({{u}_{A}})}.

{\displaystyle {{U}_{A}}^{-1}} تابع وارون {\displaystyle {{U}_{A}}} می‌باشد که تابعی اکیداً صعودی و محدب با دامنه {\displaystyle [{{U}_{A}}(0),{{U}_{A}}(\pi )]} و برد {\displaystyle [0,\pi ]} است.

بنابراین {\displaystyle g({{u}_{A}})={{U}_{B}}(\pi -{{U}_{A}}^{-1}({{u}_{A}}))} مطلوبیتی خواهد بود که نصیب {\displaystyle B} می‌شود، اگر {\displaystyle A} مطلوبیت {\displaystyle {{u}_{A}}} را انتخاب کند. پس:

{\displaystyle \Omega =\{({{u}_{A}},{{u}_{B}})|{{U}_{A}}(0)\leq {{u}_{A}}\leq {{U}_{A}}(\pi ),{{u}_{B}}=g({{u}_{A}})\}}

در واقع {\displaystyle \Omega }، نمودار(Graph) تابع {\displaystyle g:[{{U}_{A}}(0),{{U}_{A}}(\pi )]\to \mathbb {R} } خواهد بود.

لم:نابع {\displaystyle g} تابعی اکیداً نزولی و مقعر است.

اثبات:

مطلوبیت‌های دلخواه {\displaystyle {{u}^{1}}_{A},{{u}^{2}}_{A}} را برای بازیکن {\displaystyle A} ثابت در نظر بگیرید به طوری که {\displaystyle {{u}^{1}}_{A}>{{u}^{2}}_{A},{{u}^{1}}_{A},{{u}^{2}}_{A}\in [{{U}_{A}}(0),{{U}_{A}}(\pi )]}.

{\displaystyle {{U}_{A}}^{-1}} اکیداً صعودی است، پس {\displaystyle {{U}_{A}}^{-1}({{u}^{1}}_{A})>{{U}_{A}}^{-1}({{u}^{2}}_{A})} و این نتیجه می‌دهد که {\displaystyle \pi -{{U}_{A}}^{-1}({{u}^{1}}_{A})<\pi -{{U}_{A}}^{-1}({{u}^{2}}_{A})}، بنابراین {\displaystyle g({{u}^{1}}_{A})>g({{u}^{2}}_{A})} و این یعنی {\displaystyle g} اکیداً نزولی است.

حال {\displaystyle \alpha \in [0,1]} را ثابت در نظر بگیرید.{\displaystyle {{U}_{B}}} مقعر است، پس:
{\displaystyle {{U}_{B}}({{x}^{3}}_{B})\geq \alpha {{U}_{B}}({{x}^{1}}_{B})+(1-\alpha ){{U}_{B}}({{x}^{2}}_{B})}

که:
{\displaystyle {{x}^{1}}_{B}=\pi -{{U}_{A}}^{-1}({{u}^{1}}_{A}),{{x}^{2}}_{B}=\pi -{{U}_{A}}^{-1}({{u}^{2}}_{A}),{{x}^{3}}_{B}=\alpha [\pi -{{U}_{A}}^{-1}({{u}^{1}}_{A})]+(1-\alpha )[\pi -{{U}_{A}}^{-1}({{u}^{2}}_{A})]}

حال چون {\displaystyle {{U}_{A}}^{-1}} محدب است، پس:
{\displaystyle {{U}_{A}}^{-1}({{u}^{3}}_{A})\leq \alpha {{U}_{A}}^{-1}({{u}^{1}}_{A})+(1-\alpha ){{U}_{A}}^{-1}({{u}^{2}}_{A})}

که:
{\displaystyle {{u}^{3}}_{A}=\alpha {{u}^{1}}_{A}+(1-\alpha ){{u}^{2}}_{A}}

{\displaystyle \Rightarrow \pi -{{U}_{A}}^{-1}({{u}^{3}}_{A})\geq {{x}^{3}}_{B}}

حال چون {\displaystyle {{U}_{B}}} اکیداً صعودی است، با توجه به روابط فوق نتیجه می‌شود:
{\displaystyle g({{u}^{3}}_{A})\geq \alpha g({{u}^{1}}_{A})+(1-\alpha )g({{u}^{2}}_{A})}

و این یعنی {\displaystyle g} تابعی مقعر است.

اکنون به بررسی جواب نش این مدل چانه زنی می‌پردازیم.

جواب نش چانه زنی (Nash Bargaining Solution-NBS) وضعیت چانه زنی تقسیم کیک، زوج مطلوبیت یکتای {\displaystyle ({{u}_{A}}^{N},{{u}_{B}}^{N})} است که مسئله بهینه‌سازی زیر را حل می‌کند:
{\displaystyle {\underset {({{u}_{A}},{{u}_{B}})\in \theta }{\mathop {Max} }}\,({{u}_{A}}-{{d}_{A}})({{u}_{B}}-{{d}_{B}})}

به طوری که:{\displaystyle \theta =\{({{u}_{A}},{{u}_{B}})\in \Omega |{{u}_{A}}\geq {{d}_{A}},{{u}_{B}}\geq {{d}_{B}}\}=\{({{u}_{A}},{{u}_{B}})|{{U}_{A}}(0)\leq {{u}_{A}}\leq {{U}_{A}}(\pi ),{{u}_{B}}=g({{u}_{A}}),{{u}_{A}}\geq {{d}_{A}},{{u}_{B}}\geq {{d}_{B}}\}}

مسئله بهینه‌سازی فوق دارای جواب یگانه‌ای است، زیرا عبارت {\displaystyle ({{u}_{A}}-{{d}_{A}})({{u}_{B}}-{{d}_{B}})} پیوسته و اکیداً شبه مقعر(Strictly Quasi-concave) است، {\displaystyle g} اکیداً نزولی و مقعر است و مجموعه {\displaystyle \theta } ناتهی است.

حال چون {\displaystyle {{u}_{B}}^{N}>{{d}_{B}},{{u}_{A}}^{N}>{{d}_{A}}}، پس در جواب نش(NBS)، بازیکنان به توافق {\displaystyle ({{x}_{A}}^{N},{{x}_{B}}^{N})=({{U}_{A}}^{-1}({{u}_{A}}^{N}),{{U}_{B}}^{-1}({{u}_{B}}^{N}))} خواهند رسید.

حال سعی می‌کنیم با استفاده از شرایط مشتق مرتبه اول جواب نش را بیشتر بشناسیم:

چون جواب نش {\displaystyle ({{u}_{A}}^{N},{{u}_{B}}^{N})} طوری است که {\displaystyle {{u}_{B}}^{N}>{{d}_{B}},{{u}_{A}}^{N}>{{d}_{A}}}، پس:
{\displaystyle Max({{u}_{A}}-{{d}_{A}})({{u}_{B}}-{{d}_{B}})=Max({{u}_{A}}-{{d}_{A}})(g({{u}_{A}})-{{d}_{B}})}

بنابراین طبق شرایط مشتق مرتبه اول خواهیم داشت:
{\displaystyle -{g}'({{u}_{A}})={\frac {{{u}_{B}}-{{d}_{B}}}{{{u}_{A}}-{{d}_{A}}}},{{u}_{B}}=g({{u}_{A}})}

تساوی‌های فوق به‌طور شهودی به این مفهوم هستند که جواب نش نقطه‌ای است که در آن یکی از منحنی‌های هم مقدار {\displaystyle ({{u}_{A}}-{{d}_{A}})({{u}_{B}}-{{d}_{B}})} (مقدار ثابت{\displaystyle ({{u}_{A}}-{{d}_{A}})({{u}_{B}}-{{d}_{B}})=}) بر منحنی تابع {\displaystyle g} مماس می‌شود.

### یک کاربرد (رشوه و کنترل تبهکاری)
فرد {\displaystyle C} می‌تواند مقدار ثابتی({\displaystyle \pi >0}) پول را بدزدد. اگر او اقدام به دزدیدن پول کند، با احتمال {\displaystyle \lambda } توسط پلیس {\displaystyle P} دستگیر خواهد شد. این پلیس فاسد است و در صورت دستگیری {\displaystyle C} با او روی مقدار رشوه‌ای که {\displaystyle C} باید پرداخت کند ({\displaystyle b}) تا جرمش گزارش نشود چانه خواهد زد.

مجموعه امکان‌پذیر توافق‌ها در این چانه زنی مجموعه تقسیم‌های مختلف پول دزدیده شده به دو قسمت است. یعنی این مجموعه برابر است با:{\displaystyle \{(\pi -b,b)|0\leq b\leq \pi \}}.

پلیس جرم را گزارش خواهد کرد اگر و تنها اگر {\displaystyle C} با او به توافق نرسد. همچنین محتمل است که پرداخت رشوه برای {\displaystyle C} نسبت به دستگیر شدن، مناسب تر است.

نقاط عدم توافق (Disagreement points) برابر {\displaystyle ({{d}_{c}},{{d}_{p}})=(\pi (1-v),0)} هستند که {\displaystyle v\in (0,1]} معرف نرخ مجازات است.

همچنین مطلوبیت هر یک را از به دست آوردن {\displaystyle x} واحد پول برابر {\displaystyle x} در نظر بگیرید.

بنابراین:
{\displaystyle \forall {{x}_{c}},{{x}_{p}}\in [0,\pi ]:{{U}_{c}}({{x}_{c}})={{x}_{c}},{{U}_{p}}({{x}_{p}})={{x}_{p}}}

{\displaystyle \Rightarrow \forall {{u}_{c}}\in [0,\pi ]:g({{u}_{c}})=\pi -{{u}_{c}}}

حال اگر دقت کنید می‌بینید این وضعیت چانه زنی حالت خاصی از مسئله تقسیم کیک است و طبق نتایج به دست آمده از شرایط مشتق مرتبه اول خواهیم داشت:
{\displaystyle {{u}_{c}}^{N}={\frac {1}{2}}(\pi -{{d}_{p}}+{{d}_{c}})={\frac {1}{2}}(\pi +\pi (1-v))=\pi (1-{\frac {v}{2}})}

{\displaystyle {{u}_{p}}^{N}={\frac {1}{2}}(\pi -{{d}_{c}}+{{d}_{p}})={\frac {1}{2}}(\pi -\pi (1-v))={\frac {\pi v}{2}}}

{\displaystyle \Rightarrow {{x}_{c}}^{N}=\pi (1-{\frac {v}{2}}),{{x}_{p}}^{N}={\frac {\pi v}{2}}}

{\displaystyle \Rightarrow {{b}^{N}}={\frac {\pi v}{2}}}

همان‌طور که مشاهده می‌کنید نرخ مجازات رابطه‌ای مستقیم با میزان رشوه در جواب نش مسئله دارد.

حال اگر {\displaystyle C} تصمیم به دزدیدن پول بگیرد با احتمال {\displaystyle \lambda }، پلیس او را می‌گیرد و به اندازه {\displaystyle \pi (1-{\frac {v}{2}})}، از پول برای {\displaystyle C} باقی می‌ماند و با احتمال {\displaystyle 1-\lambda } توسط {\displaystyle P} دستگیر نمی‌شود و کل پول از آن او خواهد شد. پس در این حالت میانگین انتظاری(امید ریاضی) پولی که {\displaystyle C} به دست می‌آورد برابر است با:
{\displaystyle \lambda \pi (1-{\frac {v}{2}})+(1-\lambda )\pi =\pi (1-{\frac {\lambda v}{2}})}

و اگر {\displaystyle C} پول را ندزدد هیچ پولی به دست نخواهد آورد؛ بنابراین اگر {\displaystyle \pi (1-{\frac {\lambda v}{2}})\leq 0} باشد، {\displaystyle C} پول را نمی‌دزدد:
{\displaystyle \pi (1-{\frac {\lambda v}{2}})\leq 0,\pi >0\Rightarrow \lambda v\geq 2}

ولی با توجه به فرضیات مدل می‌دانیم: {\displaystyle 0<v\leq 1,\lambda <1}.

و این به این معنی است که {\displaystyle \lambda v} همواره از ۱ کوچکتر است و هرگز نمی‌تواند بزرگتر مساوی ۲ شود. پس جواب نش این مدل پیش‌بینی می‌کند که {\displaystyle C} قطعاً پول را خواهد دزدید و اهمیت این جواب زمانی آشکار می‌شود که آزمایش‌های انجام شده پیش‌بینی جواب نش را تصدیق می‌کنند!